# Emiliano Zapata, Epitacio Huerta
Emiliano Zapata är en ort i Mexiko.   Den ligger i kommunen Epitacio Huerta och delstaten Michoacán de Ocampo, i den sydöstra delen av landet, 140 km nordväst om huvudstaden Mexico City. Emiliano Zapata ligger 2 395 meter över havet och antalet invånare är 151.
Terrängen runt Emiliano Zapata är kuperad västerut, men österut är den platt. Runt Emiliano Zapata är det ganska tätbefolkat, med 62 invånare per kvadratkilometer. Närmaste större samhälle är Tungareo, 19,6 km söder om Emiliano Zapata. Trakten runt Emiliano Zapata består till största delen av jordbruksmark.